# آرنیس د مونت
آرنیس د مونت (به اسپانیایی: Arenys de Munt) یک شهرستان در اسپانیا است که در بارسلون واقع شده‌است.

## خصوصیات
آرنیس د مونت ۲۱٫۲۹ کیلومترمربع مساحت و ۸٬۰۲۳ نفر جمعیت دارد و ۱۲۱ متر بالاتر از سطح دریا واقع شده‌است.